# آنا جونز (صحفية)
آنا جونز (بالإنجليزية: Anna Jones)‏ هي مذيعة أخبار وصحفية بريطانية، ولدت في يناير 1963.

## وصلات خارجية
- آنا جونز على موقع IMDb (الإنجليزية)